# Morvan Lez-Breizh
Morvan Lez-Breizh també conegut per Morman, Morwan o Moruan (? - 818) fou un cabdill bretó, suposat comte de Léon, que es va declarar rei després de la mort de Carlemany el 814. És el primer personatge descrit com a rei bretó però probablement només era un senyor de la guerra al front d'un contingent amb bretons d'arreu del territori. Es creu que era originari de la regió de Priziac (Morbihan) i va governar sobre el Bro Waroch o Vannetès, Domnònia i Léon. El seu castell o fortalesa estava defensava per dics i maresmes i probablement era al turó de Miniac-Morvan a la contrada de Le Faouët-Langonnet zona coneguda avui dia amb el nom turístic de País del rei Morvan.
Morvan fou lleial a Carlemany havent fet el jurament i la cerimònia de vassallatge. Quan els bretons es van revoltar el 811 va romandre lleial, però el 814, mort Carlemany, es va unir a la revolta; els autors bretons el consideren un cap legítim però els francs com l'Astrònom i Ermold el Negre, el consideren un usurpador. Lluís el Pietós va enviar a negociar a l'abat Witchar, que li va recordar el seu jurament, però no va aconseguir res, i, per tant, es va preparar un exèrcit per envair Bretanya que es va concentrar a Vannes i va entrar al país la primavera del 818 avançant cap a Priziac a l'oest a la riba de l'Ellé. Diverses fortaleses bretones foren atacades i es va lliurar una sagnant batalla on va resistir victoriosament segons es relata al Barzaz Breiz, i també se sap pel relat del cronista franc Ermold el Negre que explica com el monjo Witkar, enviat com ambaixador per l'emperador per demanar la submissió, va rebre la següent resposta: «Torna amb el teu amo i repeteix-li les meves paraules: jo no habito la seva terra ni vull pas seguir la seva llei; que ell regni sobre els francs com Murman [Morvan] regna sobre els bretons; si els francs ens fan la guerra nosaltres farem la guerra; tenim braços i ens en servirem (...)», o en una altra versió: «informa d'aquestes paraules al teu rei: els camps que jo cultivo no són pas els seus, i jo no vull rebre les seves lleis; que ell governi als francs; Murman [Morvan] mana amb justos títols als bretons i refusa tot cens i tot tribut. Que els francs gosin declarar la guerra, i en el camp jo mateix faré el crit de combat i mostraré que el meu braç no és pas feble.» En aquell temps la Bretanya estava dividida en dues parts: la bretona amb Domnònia, Léon, Cornualla i Broërec; i la galo-franca o marques de Bretanya (Rennes i Nantes) i sembla que el poder de Morvan derivava de ser el cap de guerra elegit pels diversos senyors bretons després de les campanyes franques de 786, 799 i 811. Després de la contesta de Morvan, Lluís el Pietós va perseguir a Morvan fins al Langonnet. Morvan va morir en batalla el 818 en un lloc incert, segurament en alguna part entre Priziac i Carhaix. La resistència es va enfonsar. Lluís va retornar victoriós però els bretons es van revoltar altre cop el 822.